# أورتسجروبنلايتر

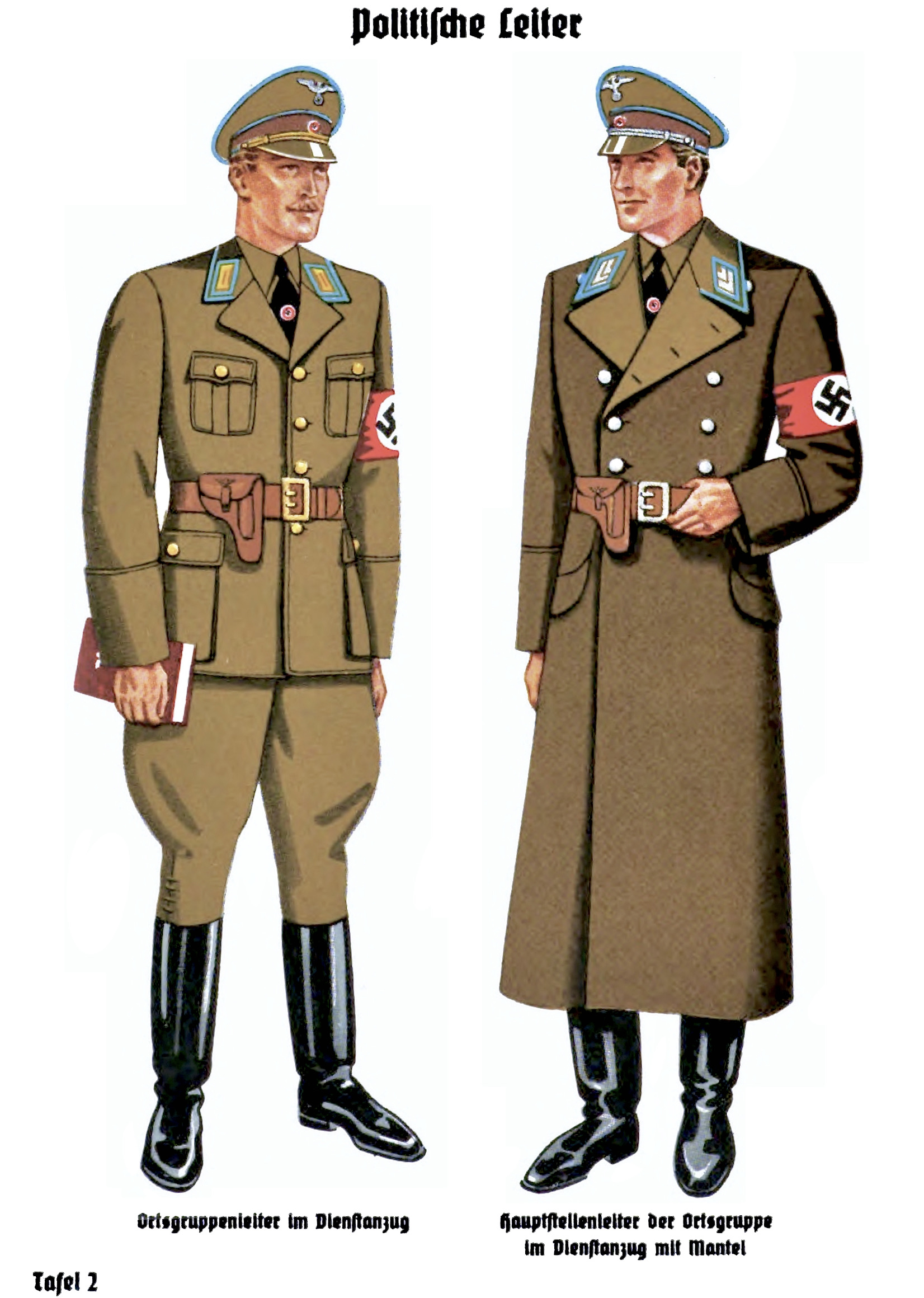
الطبعة الخامسة من كتيب الحزب النازي الرسمي (NSDAP) حول تنظيم الحزب وهيكله شبه العسكري والشعارات والزي الرسمي وما إلى ذلك، المنشور في ألمانيا النازية (الرايخ الثالث): اللوحة 02 – الزعيم السياسي (بالألمانية: Politische Leiter) قائد المجموعة المحلية (Ortsgruppenleiter) في لباس الخدمة (Ortsgruppenleiter im Dienstanzug) قبعة قناع (Schirmmütze) من قماش مكفف بلون أسمر، مع قمة عالية تقليدية وأنابيب ملونة على طول الجزء العلوي من التاج، وكذلك أعلى وأسفل شريط الغطاء (Ortsgruppe: أزرق فاتح، كريس: أسود (أبيض لاحقًا)، جاو: أحمر، الرايخ: أصفر ليموني ساطع)، شريط غطاء من الصوف الملون باللون الكاكي، قناع من ألياف فولكان بنية داكنة، حبل ذقن، شارة قبعة تتكون من نسر NSDAP مذهّب (Parteiadler، " Party Eagle")، مع إكليل مذهّب وكوكتيل منفصل ثلاثي الألوان مع صليب معقوف مطلي بالمينا باللون الأسود في المنتصف. كان النسر على شكل نسر إمبراطوري ألماني على الطراز النازي القياسي (Reichsadler، "النسر الوطني")، بأجنحة مفتوحة وصليب معقوف متحرك داخل إكليل من خشب البلوط (انظر دليل شارة غطاء قناع ألمانيا النازية على موقع Germandaggers.com). سترة (فافنروك): قطع مفتوح عند طية صدر السترة، سترة خدمة أحادية الصدر لهيئة القيادة السياسية، من نسيج بني/أسمر نموذجي، مع إغلاق أمامي بأربعة أزرار، وجيبان جانبيان، وجيبان على الصدر مطويان على شكل صندوق مع تصميم منمق (صدفي) اللوحات ذات الأزرار والأصفاد المقلوبة بقع / علامات الياقة (Kragenspiegel) مع شارة الرتبة Swastika / شارة النحاس (Hakenkreuzarmbinde، Kampfbinde) علامات التبويب للقبعات والياقة والياقة مبطنة بأنابيب زرقاء اللون تشير إلى المستوى التنظيمي المحلي لـ Ortsgruppe (للبلدات الألمانية) والمدن) شارة عضوية الحزب النازي على بلوزة (قميص)، ربطة العنق، حزام جلدي للخصر "سلاح الشرف للحزب النازي" (NSDAP Ehrenwaffe، سلاح جانبي صغير: مسدس Walther PPK ZM) في الحافظة شارة عضوية الحزب النازي على المؤخرات بطول ربلة الساق (سراويل ركوب الخيل ذات عرض إضافي في منطقة الفخذ (Breecheshosen، Reit- bzw. Stiefelhosen) أحذية رياضية سوداء تصل إلى الركبة (Schaftstiefeln) رئيس المكتب المحلي (Hauptstellenleiter der Ortsgruppe) يرتدي زي الخدمة مع معطف كبير (Hauptstellenleiter der Ortsgruppe im Dienstanzug mit Mantel) طويل معطف مزدوج بأزرار مع ياقة مفتوحة وطيات صدر (إغلاق مزدوج عند الصدر) رقع/علامات الياقة (Kragenspiegel) مع شارة الرتبة صفحة من Organisationsbuch der NSDAP: صادرة عن Nationalsozialistische Deutsche Arbeiter-Partei. Reichsorganisationsamt (مكتب التنظيم الوطني لحزب العمال الألماني الاشتراكي الوطني) تحت قيادة زعيمه روبرت لي (1890–1945، Reichsorganisationsleiter، رئيس منظمة الحزب). نشرته Zentralverlag der NSDAP/Franz Eher Nachfolger في ميونيخ، ألمانيا. اللغة الالمانية. حروف نمط Fraktur. لا توجد قيود معروفة على حقوق النشر. نسخة مشرقة من المسح الضوئي منخفض الدقة (مرقمنة بواسطة كتب Google)

Ortsgruppenleiter (قائد المجموعة المحلية) كان رتبًة ولقبًا سياسيًا للحزب النازي وجدت بين عامي 1930 و1945. ظهر المصطلح لأول مرة أثناء الانتخابات الألمانية لعام 1930، وعقده رئيس النازية في بلدة أو مدينة، أو في المدن الكبرى، في حي، لأغراض تنظيم الدائرة الانتخابية. بعد عام 1933، من خلال عملية جلايش شالتونج ، تطور Ortsgruppenleiter إلى زعيم نازي لمدينة كبيرة أو مدينة أو منطقة مدينة. 

## دور في الحكومة البلدية
بعد تأسيس ألمانيا النازية، احتل الرئيس النازي المرتبة السياسية لاوتشجروبلايتر في منطقة بلدية. في العديد من الرتب، تداخلت إدارة المدينة مع النظام السياسي النازي، مما يعني أن القيادة المحلية النازية طغت على الحكومة المحلية التقليدية، إن لم يتم استبدالها بالكامل. استمرت الألقاب الحكومية التقليدية في الوجود، مثل Bürgermeister؛ ومع ذلك، إذا لم تكن هذه المناصب قد شغلها بالفعل مسؤول نازي، فإن حكومة المدينة لم تكن أكثر من مجرد ختم مطاطي للتصاميم النازية. 